# Lista munților de pe Marte

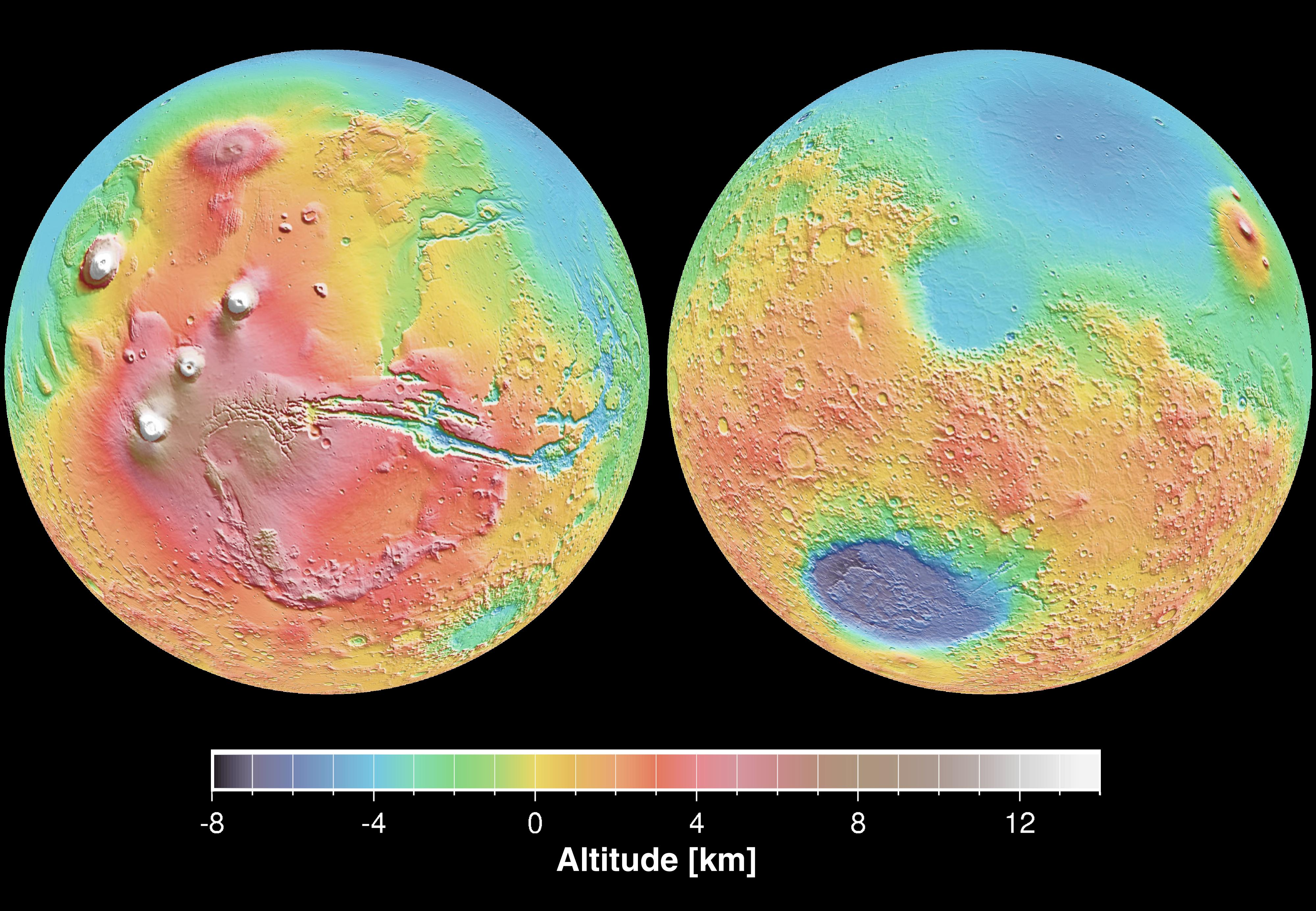
Hartă topografică a planetei Marte

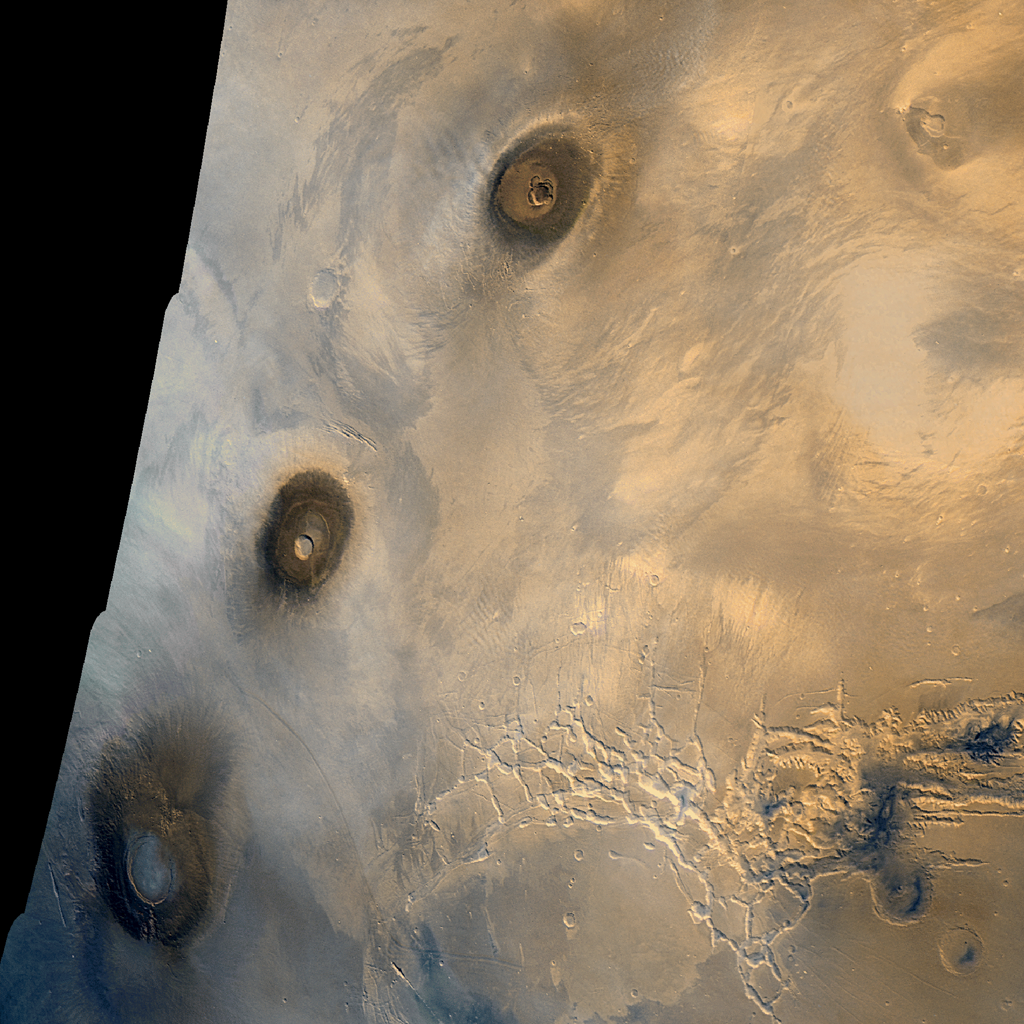
Cei trei vulcani care formează Tharsis Montes: Arsia Mons este cel mai sudic; Pavonis Mons este în centru; Ascraeus Mons se află la nord. Un al patrulea vulcan Tharsis, Olympus Mons, situat la nord-vest de aceștia, nu apare în această imagine. La dreapta jos este Noctis Labyrinthus, extinderea vestică a Valles Marineris.

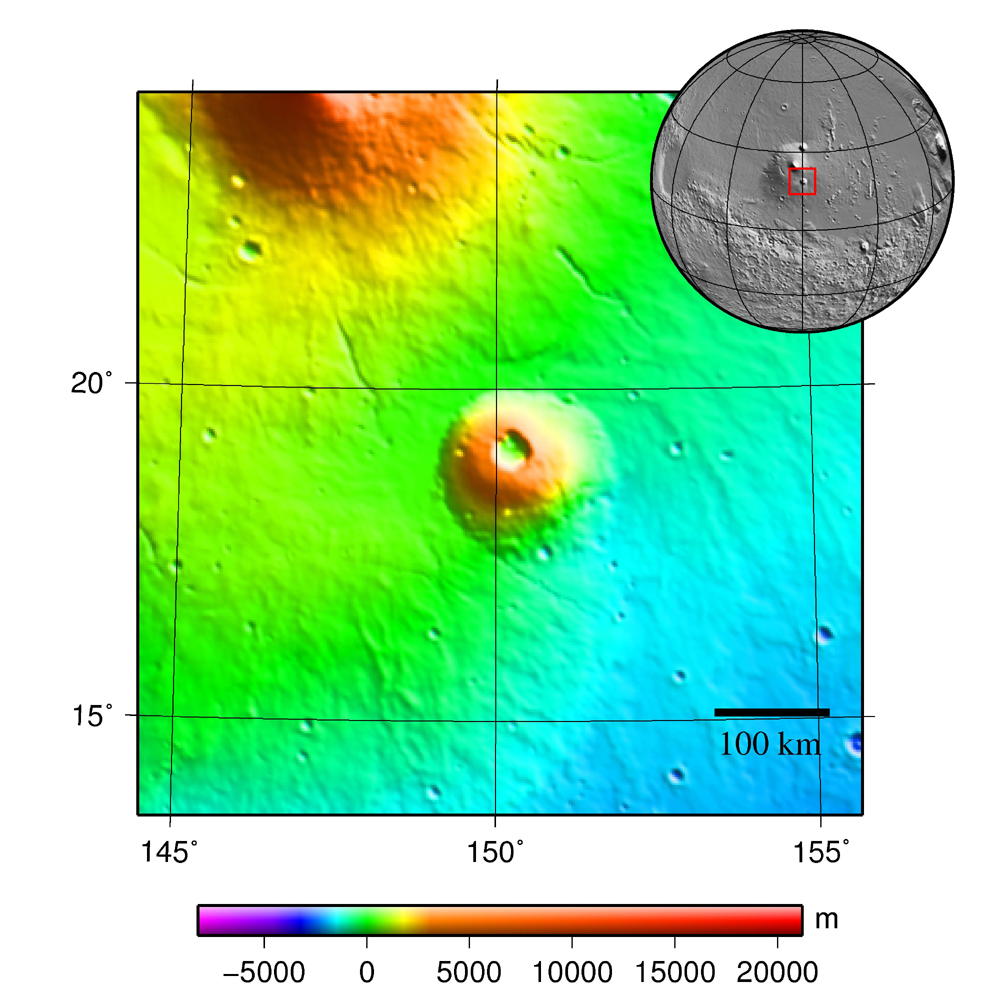
Albor Tholus, hartă topografică

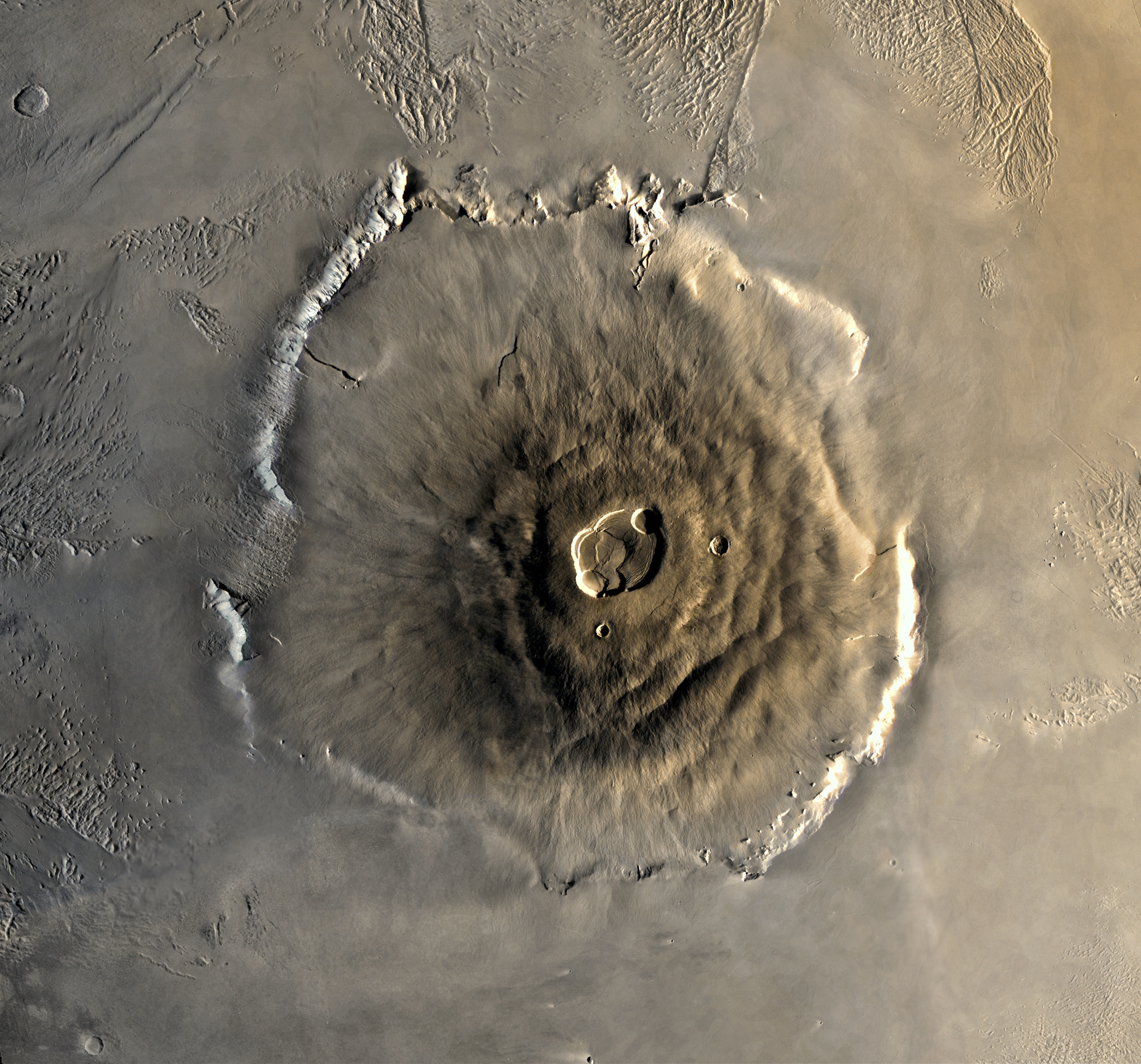
Olympus Mons

Aceasta este lista tuturor munților numiți de pe planeta Marte. Montes sunt munți mai mari, pe când Tholi sunt munți mai mici.
| Nume Munte                                                    | Coordonate                          | Diametru (kilometri) | Înălțime (kilometri) |
| ------------------------------------------------------------- | ----------------------------------- | -------------------- | -------------------- |
| Albor Tholus                                                  | 19°00′N 209°36′E / 19.0°N 209.6°E   | 170.0                | 4.5                  |
| Anseris Mons                                                  | 30°06′S 273°24′E / 30.1°S 273.4°E   | 58.0                 |                      |
| Apollinaris Tholus                                            | 17°54′S 184°18′E / 17.9°S 184.3°E   | 35.0                 |                      |
| Arsia Mons                                                    | 8°24′S 121°06′E / 8.4°S 121.1°E     | 475.0                | 16.0                 |
| Ascraeus Mons                                                 | 11°54′N 104°30′E / 11.9°N 104.5°E   | 460.0                | 18.0                 |
| Ausonia Montes                                                | 27°42′S 261°12′E / 27.7°S 261.2°E   | 158.0                |                      |
| Australe Montes                                               | 80°18′S 345°54′E / 80.3°S 345.9°E   | 387.0                |                      |
| Centauri Montes                                               | 38°54′S 264°48′E / 38.9°S 264.8°E   | 270.0                |                      |
| Ceraunius Tholus                                              | 24°12′N 97°24′E / 24.2°N 97.4°E     | 130.0                |                      |
| Chalce Montes                                                 | 54°00′S 37°54′E / 54.0°S 37.9°E     | 95.0                 |                      |
| Charitum Montes                                               | 58°18′S 40°12′E / 58.3°S 40.2°E     | 850.0                |                      |
| Coronae Montes                                                | 34°54′S 273°36′E / 34.9°S 273.6°E   | 236.0                |                      |
| E. Mareotis Tholus                                            | 36°12′N 85°18′E / 36.2°N 85.3°E     | 5.0                  |                      |
| Echus Montes                                                  | 8°12′N 78°00′E / 8.2°N 78.0°E       | 395.0                |                      |
| Elysium Mons                                                  | 25°00′N 213°06′E / 25.0°N 213.1°E   | 410.0                | 12.5                 |
| Erebus Montes                                                 | 36°00′N 175°00′E / 36.0°N 175.0°E   | 785.0                |                      |
| Euripus Mons                                                  | 45°06′S 255°00′E / 45.1°S 255.0°E   | 91.0                 |                      |
| Galaxius Mons                                                 | 35°06′N 217°48′E / 35.1°N 217.8°E   | 22.0                 |                      |
| Geryon Montes                                                 | 7°48′S 82°00′E / 7.8°S 82.0°E       | 359.0                |                      |
| Gonnus Mons                                                   | 41°36′N 91°00′E / 41.6°N 91.0°E     | 57.0                 |                      |
| Hecates Tholus                                                | 32°24′N 209°48′E / 32.4°N 209.8°E   | 183.0                |                      |
| Hellas Montes                                                 | 37°54′S 262°18′E / 37.9°S 262.3°E   | 153.0                |                      |
| Hellespontus Montes                                           | 44°42′S 317°12′E / 44.7°S 317.2°E   | 729.6                |                      |
| Hibes Montes                                                  | 3°42′N 188°42′E / 3.7°N 188.7°E     | 137.0                |                      |
| Horarum Mons                                                  | 51°24′S 36°36′E / 51.4°S 36.6°E     | 20.0                 |                      |
| Issedon Tholus                                                | 36°18′N 95°00′E / 36.3°N 95.0°E     | 52.0                 |                      |
| Jovis Tholus                                                  | 18°24′N 117°30′E / 18.4°N 117.5°E   | 58.0                 |                      |
| Labeatis Mons                                                 | 37°48′N 76°12′E / 37.8°N 76.2°E     | 22.5                 |                      |
| Libya Montes                                                  | 2°48′N 271°06′E / 2.8°N 271.1°E     | 1,170.0              |                      |
| N. Mareotis Tholus                                            | 36°42′N 86°18′E / 36.7°N 86.3°E     | 3.0                  |                      |
| Nereidum Montes                                               | 38°54′S 44°00′E / 38.9°S 44.0°E     | 1,130.0              |                      |
| Oceanidum Mons (fostul Charitum Tholus)                       | 55°12′S 41°18′E / 55.2°S 41.3°E     | 33.0                 |                      |
| Octantis Mons                                                 | 55°36′S 42°54′E / 55.6°S 42.9°E     | 17.8                 |                      |
| Olympus Mons (cel mai mare munte cunoscut din Sistemul Solar) | 18°36′N 134°00′E / 18.6°N 134.0°E   | 648.0                | 27.0                 |
| Pavonis Mons                                                  | 0°48′N 113°24′E / 0.8°N 113.4°E     | 375.0                | 8.7                  |
| Peraea Mons                                                   | 31°24′S 274°00′E / 31.4°S 274.0°E   | 21.5                 |                      |
| Phlegra Montes                                                | 41°06′N 194°48′E / 41.1°N 194.8°E   | 1,352.0              |                      |
| Pindus Mons                                                   | 39°48′N 88°42′E / 39.8°N 88.7°E     | 16.5                 |                      |
| Scandia Tholi                                                 | 74°00′N 162°00′E / 74.0°N 162.0°E   | 480.0                |                      |
| Sisyphi Montes                                                | 69°54′S 346°06′E / 69.9°S 346.1°E   | 200.0                |                      |
| Syria Mons                                                    | 13°55′S 104°18′E / 13.92°S 104.3°E  | 80.0                 |                      |
| Tanaica Montes                                                | 39°48′N 91°06′E / 39.8°N 91.1°E     | 177.0                |                      |
| Tartarus Montes                                               | 16°00′N 193°00′E / 16.0°N 193.0°E   | 1,070.0              |                      |
| Tharsis Montes                                                | 1°12′N 112°30′E / 1.2°N 112.5°E     | 1,840.0              |                      |
| Tharsis Tholus                                                | 13°30′N 90°48′E / 13.5°N 90.8°E     | 158.0                |                      |
| Tyrrhena Mons                                                 | 21°34′S 253°34′E / 21.57°S 253.57°E | 143.0                |                      |
| Uranius Tholus                                                | 26°24′N 97°42′E / 26.4°N 97.7°E     | 62.0                 |                      |
| W. Mareotis Tholus                                            | 35°48′N 88°06′E / 35.8°N 88.1°E     | 12.0                 |                      |
| Xanthe Montes                                                 | 18°24′N 54°30′E / 18.4°N 54.5°E     | 500.0                |                      |
| Zephyria Tholus                                               | 20°00′S 187°12′E / 20.0°S 187.2°E   | 30.5                 |                      |